# Керований фільтр
У прикладній математиці керо́ваний фі́льтр (англ. steerable filter) — це напрямно-вибірко́ве ядро згортки, яке використовують для покращення зображення та виділяння ознак, і яке можливо виразити через лінійну комбінацію невеликого набору повернутих версій самого себе. Як приклад, керованим фільтром є напрямлена перша похідна двовимірного гауссіана. Цю напрямлену похідну першого порядку можливо отримати скалярним добутком одиничного вектора, напрямленого в певному напрямку, з цим градієнтом. Базисні фільтри є частинними похідними двовимірного гауссіана відносно {\displaystyle x} та {\displaystyle y}.
Процес, за допомогою якого напрямлений фільтр синтезують під будь-яким заданим кутом, відомий як керування (англ. steering), яке використовують у сенсі, подібному до керування променем для багатовібраторних антен. До застосувань керованих фільтрів належать виявляння контурів, напрямовий аналіз текстур, та форми з затінення.
Керовані фільтри можна розробляти як наближення заданої форми фільтра до бажаної похибки чи обчислювальної складності.